# 中川郡 (十勝國)
中川郡（日语：／ Nakagawa gun */?）為日本北海道十勝綜合振興局的郡，位於十勝綜合振興局中部。

## 轄區
轄區包含4町：
- 幕別町
- 池田町
- 豐頃町
- 本別町

## 沿革

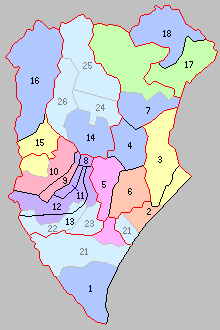
北海道一・二級町村制施行時中川郡下辖町村（4.凋寒村 5.丰頃村 6.幕别村 7.本别村 桃：幕别町 橙：丰幌町 绿：足寄郡足寄町）

- 1869年8月15日：北海道設置11國86郡，十勝國中川郡成立。
- 1897年11月：北海道實施支廳制，十勝國中川郡隸屬河西支廳之管轄，此時中川郡下轄凋寒村、蝶多村、十弗村、樣舞村、誓牛村、信取村、蓋派村、居邊村、幕別村、止若村、咾別村、白人村、別奴村、豐頃村、安骨村、旅來村、本別村、嫌侶村、負箙村、幌蓋村、勇足村、押帶村。[1]（22村）
- 1906年4月1日：（9村）
  - 凋寒村、蝶多村、十弗村、樣舞村、誓牛村、信取村、蓋派村、居邊村合併成凋寒村，並成為北海道二級村。[2]
  - 幕別村、止若村、咾別村、白人村、別奴村合併成幕別村，並成為北海道二級村。
  - 豐頃村、安骨村與旅來村的部份區域合併成豐頃村，並成為北海道二級村。[3]
  - 旅來村的其他區域與十勝郡長臼村、鼈奴村、十勝村合併為十勝郡大津村。
- 1913年4月1日：凋寒村改名為川合村。
- 1915年4月1日：本別村、嫌侶村、負箙村、幌蓋村、勇足村、押帶村合併為本別村，並成為北海道二級村。[4]（4村）
- 1919年4月1日：川合村和幕別村成為北海道一級村。
- 1921年4月1日：西足寄村從本別村分割獨立設置為北海道二級村。（5村）
- 1923年4月1日：本別村成為北海道一級村。
- 1925年4月1日：川合村的部份區域被併入河東郡士幌村。
- 1926年4月1日：幕別村的部份區域被併入河西郡大正村（後被併入帶廣市）。
- 1926年7月1日：川合村改制並改名為池田町。（1町4村）
- 1933年5月1日：本別村改制為本別町。（2町3村）
- 1933年6月：池田町的部份區域被併入河東郡士幌村士幌村。
- 1943年6月1日：北海道一級二級町村制廢止，豐頃村、西足寄村成為內務省指定村。
- 1946年9月15日：幕別村改制為幕別町。（3町2村）
- 1946年10月5日：指定町村制廢止。
- 1948年4月1日：幕別町的部份區域被併入河西郡大正村和更別村。
- 1950年4月1日：西足寄村改制為西足寄町。（4町1村）
- 1951年4月1日：西足寄町的部份區域被併入足寄郡陸別町。
- 1955年4月1日：（3町1村）
  - 西足寄町與足寄郡足寄村合併為新設立的足寄町，並改隸屬足寄郡之管轄。
  - 十勝郡大津村廢村，部份區域被併入豐頃村。
- 1965年1月1日：豐頃村改制為豐頃町。（4町）
- 2006年2月6日：廣尾郡忠類村被併入幕別町。